# Sofia Shapatava
Sofia Shapatava (georgiano: სოფია შაფათავა; Tblisi, 12 de enero de 1989) es una tenista profesional georgiana. Su mayor ranking en individuales fue n.º 200 (alcanzado el 14 de abril de 2014). Mientras que en dobles fue 160 (3 de marzo de 2014).
En mayo de 2014, Shapatava jugó en la clasificación para el Abierto de Francia 2014, después de que por poco lo que lo convierte en el sorteo gracias a los retiros y comodines en el cuadro principal para varios jugadores. Ella ganó sus tres partidos para calificar para el primer grand slam de su carrera, frente a Svetlana Kuznetsova en la primera ronda.